# Sándor Arnóth
Sándor Arnóth (22 de febrero de 1960-16 de marzo de 2011) fue un político y miembro de la Asamblea Nacional de Hungría entre 1998 y 2008 y desde 2010 hasta su muerte. También fue el alcalde de su ciudad natal de Püspökladány, siendo reelegido en 2010. Era miembro de la Fidesz-Unión Cívica Húngara.
Sándor murió en un accidente de tránsito el 16 de marzo de 2011 cerca de la ciudad de Bag.